# Super Dinosaur
Super Dinosaur war eine US-Comicserie von Zeichner Jason Howard und Autor Robert Kirkman, deren 23 Hefte von 2011 bis 2014 beim Image Comics-Imprint Skybound erschienen. Protagonisten der Serie sind der zehnjährige Abenteurer Derek Dynamo, Sohn des Genies Dr. Dynamo, und sein bester Freund, der sprechende T-Rex Super Dinosaur (oder SD), der seine kurzen Arme mit mechanischen Rüstungen ausgleicht.
Die Reihe war konzipiert für Kinder und wurde als All-Ages-Titel eingestuft. Kirkman selbst bezeichnete sie als „Pixar-Film auf Papier“.
In Deutschland erschienen vier Comic-Bände bei Cross Cult (2013–2015) und in Frankreich zwei Bände bei Delcourt (2013–2014).